# حوزه انتخابیه ششم ایندیانا
حوزه انتخابیه ششم ایندیانا یک حوزه انتخابیه مجلس نمایندگان آمریکا است که در ایالت ایندیانا قرار دارد.